# Vuelta de Porto Alegre
La Vuelta de Porto Alegre fue una competición de ciclismo que se disputó en las primeras ediciones, en los alrededores de la ciudad de Porto Alegre. Posteriormente la carrera recorría parte del estado de Río Grande do Sul.
Desde la primera edición en 1996 hasta 2002, fue una carrera de un solo día con salida y llegada en Porto alegre. A partir de 2003 comenzó a ser una carrera por etapas, disputándose 3 ese año. En 2004 fue ampliada a 4 sus etapas y en 2005-2006 se le sumó una etapa más llegando a cinco. En éstas ediciones la carrera constaba de etapas planas recorriendo la costa atlántica, pasando por ciudades como Torres, Capão da Canoa y Tramandaí y etapas de media montaña cuando se adentraba en el estado y se llegaba a ciudades como Caxias do Sul y Gramado. 
En 2004 obtuvo la categoría UCI 2.5 y a partir de 2005 con la creación de los Circuitos Continentales UCI integró el calendario del UCI America Tour en la categoría 2.2

## Palmarés
| Año  | Ganador           | Segundo              | Tercero          |
| ---- | ----------------- | -------------------- | ---------------- |
| 1996 | Valcemar Silva    | Paulo Jamur          | Lauri Lunckes    |
| 1997 | José Dos Santos   | Valcemar Silva       | Evanio Zimermann |
| 1998 | Erni Da Silva     | Valcemar Silva       | José Dos Santos  |
| 1999 | Renato Roshler    | José Dos Santos      | Douglas Muller   |
| 2000 | Valcemar Silva    | Soelito Gohr         | Marcelo Moser    |
| 2001 | José Maneiro      | Rafael Antonio Silva | Rodrigo De Mello |
| 2002 | Valcemar Silva    | Marcelo Moser        | Altemir Da Rosa  |
| 2003 | Geovani Fernández | Marcelo Moser        | Janio Rossa      |
| 2004 | André Grizante    | Breno Sidoti         | Soelito Gohr     |
| 2005 | Jorge Giacinti    | Márcio May           | Breno Sidoti     |
| 2006 | Armando Camargo   | Miguel Direnna       | Magno Nazaret    |

## Palmarés por países
| País      | Victorias |
| --------- | --------- |
| Brasil    | 8         |
| Uruguay   | 2         |
| Argentina | 1         |